# Luigi Formiga
Luigi Formiga (Mantova, 25 novembre 1840 – Milano, 30 dicembre 1919) è stato un patriota italiano, partecipò alla Spedizione dei Mille di Garibaldi.

## Biografia
Nel 1860 fu garibaldino nei Mille di Garibaldi.